# Konstruktywizm (sztuka)

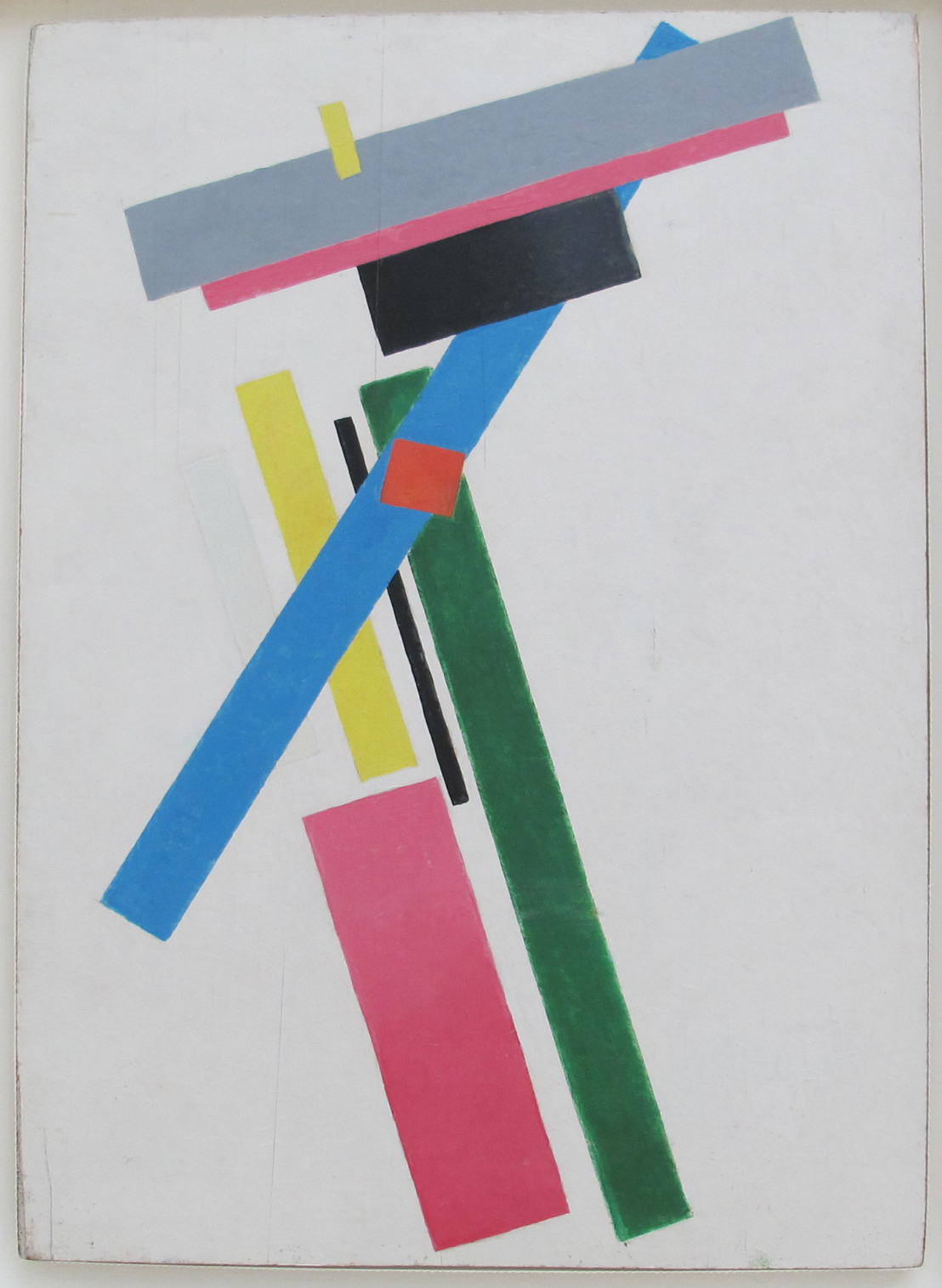
Kazimierz Malewicz, Supremus No. 67, 1928

Konstruktywizm – kierunek w sztuce abstrakcyjnej powstały w 1913 roku w Rosji, nieco później w Holandii i ostatecznie rozprzestrzenił się po całej Europie, do USA dotarł po I wojnie światowej. 
Podstawowym wyróżnikiem konstruktywizmu w stosunku do innych ruchów awangardowych było stosowanie dyscypliny formalnej ograniczonej do prostych elementów geometrycznych: koła, trójkąta i linii prostej. Z założenia wzajemne oddziaływania tych form wywołują wewnętrzne napięcie w kompozycji obrazu. Celem jest poszukiwanie nowej ekspresji estetycznej, a metodą świadoma rezygnacja nie tylko z prezentowania widzialnej rzeczywistości, ale także odejście od skojarzeń ze światem przedmiotów. Konstruktywizm zawdzięcza nazwę zarówno podejściu do budowania obrazu – "konstruowania" z określonych elementów, jak i swoistemu zaangażowaniu w nowoczesność. 
Konstruktywizm wywodzi się częściowo z futuryzmu. Konstruktywizm rozwinął się w powiązaniu ze wzornictwem przemysłowym, architekturą, modą (prêt-à-porter – gotowe do włożenia), grafiką użytkową, nowoczesną typografią i projektowaniem mebli. Następnie koncepcje stworzone w ramach sztuki użytkowej zostały zastosowane także w "czystej sztuce", rzeźbie, fotografii (pierwsze fotomontaże i kolaże).
Twórcami konstruktywizmu byli: Kazimierz Malewicz i Aleksander Rodczenko. Kierunek stworzony przez Malewicza on sam nazywał suprematyzmem. Malewicz namalował serię obrazów z kwadratami, w tym słynny Czarny kwadrat na białym tle (wystawiony w 1915 roku), które przewartościowały teorię sztuki. W latach 20. XX w. Malewicz zaczął tworzyć trójwymiarowe instalacje artystyczne, które nazywał architektonami i planitami i które weszły do stałego repertuaru konstruktywizmu.
Konstruktywiści uważali, że sztuka nie polega na dekorowaniu, lecz na znalezieniu funkcji przestrzeni i przedmiotu adekwatnej do potrzeby. To podejście zaowocowało rewolucją w architekturze, która doprowadziła do powstania tzw. stylu międzynarodowego. Najbardziej znanym architektem, który przeszedł przez okres konstruktywizmu był Le Corbusier, który później jednak odciął się od tego nurtu sztuki. Struktura stała się pojęciem technicznym, konstrukcyjnym oraz społecznym i estetycznym. W architekturze podejście konstruktywistyczne zostało nazwane funkcjonalizmem.
W Holandii w tym samym czasie, lecz zupełnie niezależnie, powstała grupa artystyczna De Stijl, której najbardziej znanym przedstawicielem był Pieter Cornelis Mondrian. 
W latach 1919–1933 działała w Niemczech uczelnia artystyczna Bauhaus, kierowana przez Waltera Gropiusa, z której wyszło wielu nowatorów sztuki XX wieku. Podejście interdyscyplinarne i idea jedności estetycznej i funkcjonalnej przedmiotu użytkowego stały się powszechne dzięki działalności tej uczelni. Najbardziej znani uczniowie i nauczyciele z Bauhausu to Wassily Kandinsky, Paul Klee, Lyonel Feininger, Oskar Schlemmer, László Moholy-Nagy, Marcel Breuer.
Konstruktywizm wpisał się w ciąg kierunków sztuki nowoczesnej poprzedzony przez kubizm i futuryzm, a rozwijający się w następne ruchy awangardy: sztukę kinetyczną, sztukę konkretną, op-art i wiele innych, raczej krótkotrwałych zjawisk artystycznych. W Polsce konstruktywistów skupiały grupy Blok i Praesens, a najbardziej znanym przedstawicielem tego kierunku był Władysław Strzemiński.